# Anthony Buckeridge
Œuvres principales
- Bennett

Anthony Malcolm Buckeridge (né le 20 juin 1912 à Londres et mort le 28 juin 2004), est un écrivain anglais pour la jeunesse, connu pour ses séries Bennett (Jennings, en vo) et Rex Milligan.

## Biographie
À la suite de la mort de son père durant la Première Guerre mondiale, Anthony Buckeridge emménage avec sa mère à Ross-on-Wye pour vivre avec ses grands-parents. Après la fin de la guerre, ils reviennent à Londres où le jeune Anthony va développer un goût pour le théâtre et l'écriture. Une bourse d'un fonds pour les orphelins des employés de banque permet à sa mère de l'envoyer au Seaford College boarding school dans le Sussex. Son expérience d'écolier d'alors sera largement réinvestie dans ses futurs récits.
Après la mort du grand-père de Buckeridge, la famille déménage à Welwyn Garden City où sa mère travaillait à la promotion de la nouvelle utopie banlieusarde auprès des Londoniens. En 1930 Buckeridge commence à travailler à la banque de son père mais s'en lasse vite. Il se lance alors dans le métier d'acteur, comprenant une apparition non créditée dans le film de 1931 d'Anthony Asquith, Tell England.
Après son premier mariage avec Sylvia Brown, il s'inscrit à University College London où il s'engage dans des groupes s'inscrivant dans les mouvances socialiste et pacifiste (devenant plus tard un membre actif du CND - Campaign for Nuclear Disarmament) mais il n'obtient pas de diplômes, échouant en Latin. Avec une jeune famille à entretenir, Buckeridge se retrouve à enseigner dans le Suffolk et le Northamptonshire ce qui lui apporte une inspiration supplémentaire pour ses futurs ouvrages. Pendant la Seconde guerre mondiale, Buckeridge est appelé comme pompier, et écrit plusieurs pièces de théâtre avant de reprendre le métier d'enseignant à Ramsgate.
Il avait alors coutume de raconter à ses élèves des histoires à propos d'un certain Jennings imaginaire (mais inspiré par le personnage de son camarade de classe Diarmid Jennings), un élève interne au collège de Linbury Court Preparatory School, dont le directeur était M. Pemberton-Oakes.
Après la Seconde Guerre mondiale, il écrit une série de pièces de théâtre radiophoniques pour l'émission de la BBC Children's Hour faisant la chronique des exploits de Jennings et de son camarade plus sérieux, Darbishire (Mortimer dans la version française) ; le premier épisode, Jennings Learns the Ropes, est diffusé pour la première fois le 16 octobre 1948.
En 1950, paraît le premier roman d'une série qui en comptera plus de vingt : Bennett au collège (Jennings goes to School). Ces récits font une utilisation très libre du jargon inventif d'écolier de Buckeridge. Ces livres, aussi connus que la série de Frank Richards, Billy Bunter à leur époque, seront traduits en un grand nombre de langues.
En 1962, Buckeridge rencontre sa seconde épouse, Eileen Selby, qu'il reconnaît comme le véritable amour de sa vie. Ils s'installent près de Lewes où Buckeridge continue d'écrire et tient également quelques rôles (non chantant) au Festival d'art lyrique de Glyndebourne.
L'auteur contribue de manière importante à l'humour britannique d'après-guerre, un fait reconnu notamment par le comédien Stephen Fry. Son sens de la réplique comique et de l'euphémisme délectable a été rapproché du style de P. G. Wodehouse, Ben Hecht et de Ben Travers.
Il écrit une autobiographie, While I Remember et est récompensé par l'Ordre de l'Empire britannique en 2003.
Anthony Buckeridge meurt le 28 juin 2004 à 92 ans, atteint depuis plusieurs années de la maladie de Parkinson. Il laisse sa seconde femme Eileen et trois enfants, dont deux nés de son premier mariage.

## Adaptations deBennettà l’étranger
En Norvège, les histoires d'écoliers anglais de classe moyenne étaient particulièrement populaires, et plusieurs épisodes y ont été filmés. Toutefois, les livres et les films norvégiens étaient complètement réécrits, prenant un décor norvégien et des noms norvégiens, tant et si bien que les Norvégiens sont souvent convaincus que la série est d'origine norvégienne. Le nom de Jennings leur est donc complètement inconnu, au contraire de celui de Stompa, le patronyme norvégien de Jennings.
En France, Olivier Séchan, alors directeur de la collection Bibliothèque verte, adapte les romans pour cette collection : il rebaptise Jennings en Bennett mais conserve le cadre anglais des romans.

## La sérieBennett
Note : le titre français est suivi du titre original et de sa traduction littérale en français.
- Bennett au collège (Jennings Goes to School - Jennings va à l'école, 1950)
- L'Agence Bennett & Cie (Jennings Follows a Clue - Jennings suit une piste, 1951)
- Bennett et sa cabane (Jennings' Little Hut - La petite hutte de Jennings, 1951)
- Bennett et Mortimer (Jennings and Darbishire - Jennings et Darbishire, 1952)
- Bennett et la roue folle (Jennings' Diary - Le journal de Jennings, 1953)
- Bennett et le général (According to Jennings - Selon Jennings, 1954)
- Bennett entre en scène (Our Friend Jennings - Notre ami Jennings, 1955)
- Un ban pour Bennett (Thanks to Jennings - Grâce à Jennings, 1957)
- Bennett et ses grenouilles (Take Jennings, for Instance - Prenez Jennings, par exemple, 1958)
- Bennett et son piano (Jennings, as Usual - Jennings, comme d'habitude, 1959)
- Bennett dans le bain (The Trouble With Jennings - Le problème avec Jennings, 1960)
- Bennett prend le train (Just Like Jennings - Exactement comme Jennings, 1961)
- Bennett et la cartomancienne (Leave it to Jennings - Laissez faire Jennings, 1963)
- Bennett fait son numéro (Jennings, Of Course! - Jennings, bien sûr !, 1964)
- Bennett fonde un club (Especially Jennings! - Tout particulièrement Jennings !, 1965)
- Bennett et le pigeon voyageur (Jennings Abounding - Jennings en fait beaucoup, 1967) Réimprimé plus tard sous le titre Jennings Unlimited pour éviter la confusion avec la pièce de théâtre de Samuels French du même titre.
- Bennett champion (Jennings in Particular - Jennings en détail, 1968)
- Faites confiance à Bennett ! (Trust Jennings! - Faites confiance à Jennings, 1969)
- Bennett se met en boule (The Jennings Report - Le rapport Jennings, 1970)
- Bennett dans la caverne (Typically Jennings! - Typiquement Jennings !, 1971)
- Bennett n'en rate pas une (Speaking of Jennings! - En parlant de Jennings !, 1973)
- Bennett en vacances (Jennings at Large - Jennings prend le large, 1977)
- Jennings Again! (inédit en français - Encore Jennings !, 1991)
- That's Jennings (inédit en français - Ça c'est Jennings !, 1994)

## Les pièces radiophoniquesBennett
Note : le titre original est suivi de sa traduction littérale en français.
- Jennings sounds the Alarm (Jennings sonne l'alarme) - sept scripts (Bennett au collège).
- Jennings breaks the Record (Jennings bat le record) - sept scripts de plus.
- Jennings joins the Search Party (Jennings rejoint l'équipe de recherche) - les scripts, volume 3.
- Jennings and the Roman Remains (Jennings et les ruines romaines) - les scripts, volume 5.
- Jennings and the Tricky Predicament (Jennings et la situation délicate) - les scripts, volume 6.
- Jennings and the Organised Outing (Jennings et la sortie organisée) - les scripts, volume 7.
- Jennings and the Key to the Mystery (Jennings et la clé du mystère) - les scripts, volume 9.
- Jennings and the Unconsidered Trifles (Jennings et les babioles négligées) - les scripts, volume 10.